# Fiez
Fiez är en ort och kommun i distriktet Jura-Nord vaudois i kantonen Vaud, Schweiz. Kommunen har 436 invånare (2023).